# Brian Glynn
Pour les articles homonymes, voir Glynn.
Brian Glynn (né le 23 novembre 1967 à Iserlohn en Allemagne de l'Ouest) est un joueur professionnel de hockey sur glace ayant évolué dans la Ligue nationale de hockey.

## Carrière
Bien que natif d'Allemagne, Brian Glynn fait son hockey de niveau junior dans l'ouest canadien, s'alignant durant deux saisons pour les Millionaires de Melville de la Ligue de hockey junior de la Saskatchewan, puis durant trois autres saisons pour les Blades de Saskatoon de la Ligue de hockey de l'Ouest.
S'est avant d'entreprendre cette dernière saison avec les Blades en 1986 que Glynn se voit être réclamé au repêchage de la LNH, soit par les Flames de Calgary au deuxième tour. au terme de cette saison, il devient joueur professionnel et rejoint la formation des Flames, prenant part à 67 rencontres durant la saison 1987-1988.
Ayant connu une baisse de production, il ne joue que dix rencontres avec les Flames durant les deux saisons suivantes, jouant le reste de son temps avec les Golden Eagles de Salt Lake de la Ligue internationale de hockey. En 1990, il est nommé dans la première équipe d'étoiles de la LIH et remporte le Trophée des gouverneurs remis au défenseur par excellence de cette ligue.
Ne cadrant plus dans leurs plans, les Flames l'échangent à l'automne 1990 aux North Stars du Minnesota en retour de František Musil. Cette transaction aida le solide défenseur à reprendre confiance en lui et il se trouva un poste permanent dans le grand club. Alors qu'il connait sa meilleure saison en carrière et sous la férule de Bob Gainey, il aide les North Stars à atteindre la finale de la Coupe Stanley pour la première fois depuis dix saisons.
En janvier 1992, il se voit être échangé à nouveau, passant cette fois aux Oilers d'Edmonton. En 1993-1994, il passe des Oilers aux Sénateurs d'Ottawa puis se voit être réclamé au ballotage par les Canucks de Vancouver avec qui il termine cette saison. Moins d'un an plus tard, il quitte les Canucks de la même façon qu'il y est arrivé, cette fois étant réclamé par les Whalers de Hartford.
Le 9 octobre 1997, après n'avoir disputé qu'une rencontre avec les Whalers, ces derniers l'impliquent dans une importante transaction qui le fait passer lui ainsi que Brendan Shanahan aux Red Wings de Détroit en retour de Paul Coffey, Keith Primeau et d'un choix de première ronde. Cet échange sonne la fin pour Glynn qui se voit être rétrogradé par les Wings aux Dragons de San Antonio de la LIH.
Au terme de cette saison avec les Dragons, il quitte pour son Allemagne natale, rejoignant l'équipe de Kolner Haie de la DEL avec qui il joue une saison avant d'annoncer son retrait de la compétition à l'été 1998.
Sa carrière terminée, il retourne vivre au Canada et s'implique dans le hockey junior. Lors de la saison 2000-01, il tient le rôle d'assistant-entraîneur chez les Raiders de Prince Albert de la WHL. Puis il est employé dans les mêmes fonctions en 2003-04, cette fois pour les Broncos de Swift Current.

## Statistiques

### Statistiques en club
| Saison     | Équipe                     | Ligue      |     | Saison régulière | Saison régulière | Saison régulière | Saison régulière | Saison régulière |   | Séries éliminatoires | Séries éliminatoires | Séries éliminatoires | Séries éliminatoires | Séries éliminatoires |
| Saison     | Équipe                     | Ligue      | PJ  | B                | A                | Pts              | Pun              | PJ               | B | A                    | Pts                  | Pun                  |                      |                      |
| 1983-1984  | Millionaires de Melville   | LHJS       | 19  | 1                | 2                | 3                | 12               |                  |   |                      |                      |                      |                      |                      |
| 1984-1985  | Millionaires de Melville   | LHJS       | 49  | 13               | 16               | 29               | 154              |                  |   |                      |                      |                      |                      |                      |
| 1984-1985  | Blades de Saskatoon        | LHOu       | 12  | 1                | 0                | 1                | 2                | 3                | 0 | 0                    | 0                    | 0                    |                      |                      |
| 1985-1986  | Blades de Saskatoon        | LHOu       | 66  | 7                | 25               | 32               | 131              | 13               | 0 | 3                    | 3                    | 30                   |                      |                      |
| 1986-1987  | Blades de Saskatoon        | LHOu       | 44  | 2                | 26               | 28               | 163              | 11               | 1 | 3                    | 4                    | 19                   |                      |                      |
| 1987-1988  | Flames de Calgary          | LNH        | 67  | 5                | 14               | 19               | 87               | 1                | 0 | 0                    | 0                    | 0                    |                      |                      |
| 1988-1989  | Flames de Calgary          | LNH        | 9   | 0                | 1                | 1                | 19               |                  |   |                      |                      |                      |                      |                      |
| 1988-1989  | Golden Eagles de Salt Lake | LIH        | 31  | 3                | 10               | 13               | 105              | 14               | 3 | 7                    | 10                   | 31                   |                      |                      |
| 1989-1990  | Flames de Calgary          | LNH        | 1   | 0                | 0                | 0                | 0                |                  |   |                      |                      |                      |                      |                      |
| 1989-1990  | Golden Eagles de Salt Lake | LIH        | 80  | 17               | 44               | 61               | 164              |                  |   |                      |                      |                      |                      |                      |
| 1990-1991  | Golden Eagles de Salt Lake | LIH        | 18  | 1                | 3                | 4                | 18               |                  |   |                      |                      |                      |                      |                      |
| 1990-1991  | North Stars du Minnesota   | LNH        | 66  | 8                | 11               | 19               | 83               | 23               | 2 | 6                    | 8                    | 18                   |                      |                      |
| 1991-1992  | North Stars du Minnesota   | LNH        | 37  | 2                | 12               | 14               | 24               |                  |   |                      |                      |                      |                      |                      |
| 1991-1992  | Oilers d'Edmonton          | LNH        | 25  | 2                | 6                | 8                | 6                | 16               | 4 | 1                    | 5                    | 12                   |                      |                      |
| 1992-1993  | Oilers d'Edmonton          | LNH        | 64  | 4                | 12               | 16               | 60               |                  |   |                      |                      |                      |                      |                      |
| 1993-1994  | Sénateurs d'Ottawa         | LNH        | 48  | 2                | 13               | 15               | 41               |                  |   |                      |                      |                      |                      |                      |
| 1993-1994  | Canucks de Vancouver       | LNH        | 16  | 0                | 0                | 0                | 12               | 17               | 0 | 3                    | 3                    | 10                   |                      |                      |
| 1994-1995  | Whalers de Hartford        | LNH        | 43  | 1                | 6                | 7                | 32               |                  |   |                      |                      |                      |                      |                      |
| 1995-1996  | Whalers de Hartford        | LNH        | 54  | 0                | 4                | 4                | 44               |                  |   |                      |                      |                      |                      |                      |
| 1996-1997  | Whalers de Hartford        | LNH        | 1   | 1                | 0                | 1                | 2                |                  |   |                      |                      |                      |                      |                      |
| 1996-1997  | Dragons de San Antonio     | LIH        | 62  | 13               | 11               | 24               | 46               | 9                | 2 | 6                    | 8                    | 4                    |                      |                      |
| 1997-1998  | Kolner Haie                | DEL        | 48  | 10               | 12               | 22               | 59               | 3                | 0 | 0                    | 0                    | 16                   |                      |                      |
| 1997-1998  | Kolner Haie                | EuroHL     | 6   | 3                | 2                | 5                | 12               |                  |   |                      |                      |                      |                      |                      |
| Totaux LNH | Totaux LNH                 | Totaux LNH | 431 | 25               | 79               | 104              | 410              | 57               | 6 | 10                   | 16                   | 40                   |                      |                      |

### Honneur et trophée
- Ligue internationale de hockey
  - Membre de la première équipe d'étoiles en 1990.
  - Vainqueur du Trophée des gouverneurs remis au défenseur par excellence de la ligue en 1990.

### Transaction en carrière
- 1986; Repêché par les Flames de Calgary (2e choix de l'équipe, 37e au total).
- 26 octobre 1990; échangé par les Flames aux North Stars du Minnesota en retour de František Musil.
- 21 janvier 1992; échangé par les North Stars aux Oilers d'Edmonton en retour de David Shaw.
- 15 septembre 1993; échangé par les Oilers aux Sénateurs d'Ottawa en retour d'un choix de huitième ronde au repêchage de 1994 (les Oilers sélectionnent Rob Guinn).
- 5 février 1994; réclamé au ballotage par les Canucks de Vancouver.
- 18 janvier 1995; réclamé au ballotage par les Whalers de Hartford.
- 9 octobre 1996; échangé par les Whalers avec Brendan Shanahan aux Red Wings de Détroit en retour de Paul Coffey, Keith Primeau et du choix de première ronde des Red Wings au repêchage de 1997 (les Whalers sélectionne Nikos Tselios).
- été 1997; Signe à titre d'agent libre avec l'équipe de Kolner Haie de la DEL.
- été 1998; Annonce son retrait de la compétition.